# Metaleurodicus phalaenoides
Metaleurodicus phalaenoides is een halfvleugelig insect uit de familie witte vliegen (Aleyrodidae), onderfamilie Aleurodicinae.
De wetenschappelijke naam van deze soort is voor het eerst geldig gepubliceerd door Blanchard in 1852.